# Artur Pereira Ramos

Arthur Ramos (1940)

Arthur Ramos de Araújo Pereira (Pilar, 7 de julio de 1903 - París, 31 de octubre de 1949) fue un médico psiquiatra, psicólogo social, etnólogo, folclorista y antropólogo brasilero.
Fue uno de los principales intelectuales de su época, se destacó por sus estudios sobre los negros y sobre la identidad brasilera, además jugó un rol destacado en el proceso de institucionalización de las Ciencias Sociales en Brasil.

## Obras
Artur Ramos dejó un legado de más de seiscientas obras, entre libros y artículos, en temas relacionados con la psiquiatría, la raza negra, los indígenas y el folclore brasilero.
Década de 1920
- Primitivo e Loucura (1926)
- Sordíce dos alienados (1928)

Década de 1930
- Estudos de Psicanálise (1931)
- Os horizontes místicos do negro da Bahía (1932)
- Psiquiatria e psicanálise (Río de Janeiro, Guanabara, 1933?)
- A técnica da psicanálise infantil… (1933)
- Freud, Adler, Jung … Ensaio de psicanálise ortodoxa e heretica (Rio, Guanabara, 1933)
- O Negro Brasileiro: etnografia religiosa e psicanálise (Río de Janeiro, Civilização Brasileira, 1934)
- Educação e psicanálise (São Paulo, Cia. Editora Nacional, 1934)
- A Higiene Mental nas Escolas: Esquema de Organização (1935)
- O Folk-lore Negro do Brasil: demopsicologia e psicanálise (Río de Janeiro, Casa do Estudante do Brasil, 1935)
- Introdução à Psicologia Social (Río de Janeiro, José Olympio, 1936)
- A Mentira Infaltil (1937)
- Loucura e crime: questões de psiquiatria, medicina forense e psicologia social (Porto Alegre, Liv. do Globo, 1937)
- As Culturas Negras no Novo Mundo (Río de Janeiro, Civilização Brasileira, 1937)
- Saúde do Espírito - Higiene Mental (Río de Janeiro, [Serviço de propaganda e educação sanitária], 1939)
- Pauperismo e Higiene Mental (1939)
- A Criança Problema: A Higiene Mental na Escola Primária (São Paulo, Cia. Editora Nacional, 1939)

Década de 1940
- O Negro Brasileiro (São Paulo, Cia. Editora Nacional, 1940; Río de Janeiro, Graphia Editorial, 2002)
- A aculturação negra no Brasil (Río de Janeiro, Cia. Editora Nacional, 1942)
- Guerra e Relações de Raça (Río de Janeiro, Departamento Editorial da União Nacional dos Estudantes, 1943)
- Las poblaciones del Brasil (México, Fondo de Cultura Económica, 1944)
- As Ciências Sociais e os problemas de após-guerra (Río de Janeiro, Casa do Estudante do Brasil, 1944)
- Introdução à Antropologia Brasileira, 2 v. (Río de Janeiro, Casa do Estudante do Brasil, 1943/1947)
- A Organização dual entre os Índios Brasileiros (Río de Janeiro, [C. Mendes Junior], 1945)
- Curriculum Vitae (Río de Janeiro, C. Mendes Junior, 1945
- Cultura e Ethos (Separata de Cultura, n. 1, 1948 - Ministério da Educação e Saúde, Serviço de Documentação)
- A Renda de Bilros e sua aculturação no Brasil / com Luiza Ramos (Río de Janeiro, Publicações da Sociedade Brasileira e Antropologia e Etnologia, 1948)

Publicaçiones póstumas
- Estudos de Folk-lore: definições e limites, teorias de intepretação (Río de Janeiro, Casa do Estudante do Brasil, 1951)
- Le Métissage au Brésil (Paris, Hermann et Cie. Éditeurs, 1952)
- O Negro na Civilização Brasileira (Río de Janeiro, Casa do Estudante do Brasil, 1956)
- A Mestiçagem no Brasil (Maceió, EDUFAL, 2004)

Arthur Ramos publicou também muitos artigos em diversos periódicos que não foram aquí arrolados.

## Libros y artículos sobre A. Ramos
- No Miradoiro das Ilusões / Nilo Ramos (1923)
- Arthur Ramos (1903-1949) / Florestan Fernandes e outros (separata da Revista do Museu Paulista, nova série, v. 4, 1950)
- Arthur Ramos / Anísio Teixeira e outros (Río de Janeiro, Ministério da Educação e da Saúde/ Dept. de Imp. Nacional, 1952)
- Elogio Acadêmico / Teófilo Rosa (1969)
- Arthur Ramos: o homem e a obra / Marilu Gusmão (Macéio, DAC/SEMEC, 1974)
- Elemento para o estudo da contribuição de Arthur Ramos às Ciências Sociais no Brasil / Luitgarde O. Cavalcanti de Barros (In: Ordem, Río de Janeiro, v. 73, n. 34, p. 31-45, 1976)
- Antropólogos e pioneiros: a história da Sociedade Brasileira de Antropologia e Etnologia / Paulo Roberto Azeredo (São Paulo, FFLCH/USP, 1986)
- Cartas de Edison Carneiro a Arthur Ramos, de 4 de janeiro de 1936 a 6 de dezembro de 1938 / Waldir Freitas Oliveiras e Vivaldo da Costa Lima (São Paulo, Corrupio, 1987)
- Faculdade Nacional de Filosofia: o corpo docente, matizes de uma proposta autoritaria / Maria de Lourdes Fávera (Río de Janeiro, INEP/UFR, 1989)
- História das Ciências Sociais no Brasil / organização Sergio Micelli (São Paulo, Vértice/IDESP, 1989, v. 1 e São Paulo, Sumaré/FAPESP, 1995, v. 2)
- Arthur Ramos e sua luta contra a discriminação racial / Lily Lages (Río de Janeiro, Folha Carioca, 1997)
- As ilusões da liberdade: a escola Nina Rodrigues e a Antropologia no Brasil / Mariza Corrêa (Bragança Paulista, EDUSF, 1998)
- Cuidando do futuro do Brasil: infância, educação e higiene mental na obra de Arthur Ramos / Alexandre Schreiner Ramos Silva (Río de Janeiro, UFRJ, 1998 - dissertação de mestrado)
- Arthur Ramos e as dinâmicas sociais de seu tempo / Luitgarde O. Cavalcanti de Barros (Maceió, EDUFAL, 2000 e 2005 2. ed. rev. ampl.)
- Africanism and Racial Democracy: The Correspondence between Herskovits and Arthur Ramos (1935–1949) / Antonio Sergio Alfredo Guimarães (In: Estudios Interdisciplinarios de América Latina y el Caribe, v. 19, n. 1, 2000 - Disponível on line )
- A história da psicanálise de crianças no Brasil / Jorge Abraão (São Paulo, UNESP, 2001 - tese de doutorado)
- O negro e a brasilidade em Arthur Ramos / Muryatan Santana Barbosa (2002 - Disponível on line  (enlace roto disponible en Internet Archive; véase el historial, la primera versión y la última).)
- Arthur Ramos: significativas passagens / Dídimo Otto Kummer (Maceió, Catavento, 2003)
- Relembrando Arthur Ramos / organização Antonio Sapucaia (Maceió, EDUFAL, 2003)
- Arthur Ramos e a Escola da Bahia / Lamartine de Andrade Lima (In: Revista de Cultura da Bahia, n. 21, 2003 - Salvador, Conselho Estadual de Cultura, 2003)
- Arthur Ramos: da psicanálise à antropologia, um percurso que começa na Bahia / Maria Odete de Siqueira Menezes (Salvador, UFBA, 2003 - dissertação de mestrado)
- Um projeto de modernização do Rio de Janeiro: a contribuição de Arthur Ramos (1933-1949) / Luitgarde O. Cavalcanti de Barros (In: Forasteiros e construtores da modernidade / organização Cleia Schiavo Weyrauch e outros, Río de Janeiro, Terceiro Tempo, 2003)
- Arthur Ramos: luz e sombra na Antropologia brasileira / Maria José Campos (Río de Janeiro, Edições Biblioteca Nacional, 2004)
- Seminário Diários de Campo: Arthur Ramos, os antropólogos e as antropologias (In: Anais da Biblioteca Nacional, Río de Janeiro, v. 119, 1999 - Río de Janeiro, Edições Biblioteca Nacional, 2004 - Disponível on line )
- O nascimento dos estudos das culturas africanas no novo mundo, o movimento do negro no Brasil e o anti-racismo em Arthur Ramos (1935-1949) / Julio Claudio da Silva (Niterói, UFF, 2005 - dissertação de mestrado)
- Arthur Ramos e Anísio Teixeira na década de 1930 / Fabíola Sircilli (In: Revista Paidéia, São Paulo, v. 15, n. 31, 2005 - Disponível on line )
- Intelectuais em rede construindo as Ciências Sociais: o arquivo Arthur Ramos e o Projeto UNESCO no Brasil / Luitgarde O. Cavalcanti de Barros (In: O projeto UNESCO no Brasil: textos críticos / organização Claudio Luiz Pereira e Lívio Sansone, Salvador, EDUFBA, 2007)

Obras de referencia
- A coleção Arthur Ramos / Valdelice Carneiro Girão (separata de Revista de Ciências Sociais, Fortaleza, v. 2, n. 1, 1971)
- Arquivo Arthur Ramos: inventário analítico / organização Vera Faillace (Río de Janeiro, Edições Biblioteca Nacional, 2004)